# Alice Rachele Arlanch
Alice Rachele Arlanch (* 20. Oktober 1995 in Rovereto) ist eine italienische Schauspielerin und die Miss Italien 2017.
Alice Rachele Arlanc wurde in Rovereto 1995 geboren. Sie wuchs in der zur Gemeinde Vallarsa gehörenden Fraktion Arlanch auf. Nach der Schulausbildung studiert sie Rechtswissenschaften an der Universität Trient. In der italienischen Sitcom Don Matteo spielte sie 2018 eine Krankenschwester.

## Miss Italia
2017 wurde sie zur Miss Tricologica Trentino Alto Adige und im gleichen Jahr zur Miss Italia gewählt.

## Filmografie
- 2018: Don Matteo – Sitcom[2][6] Dort spielte sie eine Krankenschwester.